# Masanori Matsuyama
Masanori Matsuyama (japanska: 松山 正則?, Matsuyama Masanori), född 1950, är en japansk astronom.
Minor Planet Center listar honom under namnet M. Matsuyama och som upptäckare av 19 asteroider.
Asteroiden 4844 Matsuyama är uppkallad efter honom.

## Asteroider upptäckta av Masanori Matsuyama
| 4459 Nusamaibashi [A]                       | 30 januari 1990  |
| 4584 Akan [A]                               | 16 mars 1990     |
| 5064 Tanchozuru [A]                         | 16 mars 1990     |
| 5215 Tsurui [A]                             | 9 januari 1991   |
| 5291 Yuuko [A]                              | 20 december 1990 |
| 5293 Bentengahama [A]                       | 23 januari 1991  |
| 5686 Chiyonoura [A]                         | 20 december 1990 |
| 5848 Harutoriko [A]                         | 30 januari 1990  |
| 6098 Mutojunkyu [A]                         | 31 oktober 1991  |
| 6210 Hyunseop [A]                           | 14 januari 1991  |
| 8493 Yachibozu [A]                          | 30 januari 1990  |
| 8824 Genta [A]                              | 18 januari 1988  |
| 11873 Kokuseibi [A]                         | 30 november 1989 |
| 15718 Imokawa [A]                           | 30 januari 1990  |
| (19983) 1990 DW [A]                         | 18 februari 1990 |
| 21036 Nakamurayoshi [A]                     | 30 januari 1990  |
| (23448) 1988 BG [A]                         | 18 januari 1988  |
| (29144) 1988 FB [A]                         | 16 mars 1988     |
| (37586) 1991 BP2 [A]                        | 23 januari 1991  |
| Upptäckt tillsammans med: A Kazuro Watanabe |                  |